# Arnocrinum preisii
Arnocrinum preisii är en grästrädsväxtart som beskrevs av Johann Georg Christian Lehmann. Arnocrinum preisii ingår i släktet Arnocrinum och familjen grästrädsväxter. Inga underarter finns listade i Catalogue of Life.